# Piotr Ouspenski
Pour les articles homonymes, voir Ouspenski.
Piotr Demianovitch Ouspenski (russe : Пётр Демьянович Успенский, ISO 9 : Pëtr Dem'ânovič Uspenskij), né le 5 mars 1878 (17 mars dans le calendrier grégorien) à Moscou, mort le 2 octobre 1947 dans le Surrey en Angleterre, était un philosophe et ésotériste russe qui utilisa la géométrie dans ses réflexions sur la psychologie et les « dimensions supérieures » de l'existence. Il a été le principal propagateur des enseignements de Gurdjieff.

## Biographie
En 1906, il est engagé par un quotidien moscovite. Il commence à s'intéresser à la théosophie dès 1907. En 1913, intéressé par l'idée alors en vogue de la quatrième dimension, il voyage dans l'est du pays afin de documenter des cas de miracles.
En 1915, étant de retour à Moscou en raison de la guerre, il rencontre Georges Gurdjieff et s'emploie à diffuser les travaux du mystique gréco-arménien sur la quatrième voie. Par la suite, il prend quelque distance avec Gurdjieff et fonde la Société pour l'étude de l'homme normal.

## Influences

### Art
Ouspenski et sa théorie de la quatrième dimension ont influencé la peinture suprématiste, notamment Malevitch.

### Publications
- Un nouveau modèle de l'univers (1931), Éditions Stock, 1996  (ISBN 978-2234046276)
- Fragments d'un enseignement inconnu (1947) Éditions Stock, 2003  (ISBN 978-2234056251)
- L'homme et son évolution possible, Éditions L'Originel / Accarias, 1999  (ISBN 978-2863160732)
- La vie étrange d'Ivan Osokin, Éditions Christian de Bartillat, 1999  (ISBN 978-2905563972)
- Entretiens avec un diable, Éditions Christian de Bartillat, 1993  (ISBN 978-2905563828)
- Tertium organum - Le troisième Canon de la pensée

### Ouvrages sur Ouspenski
- Mouravieff, Boris, « Ouspensky, Gurdjieff et les Fragments d'un Enseignement inconnu », Revue Mensuelle Internationale "Synthèses", n°138, Bruxelles, novembre 1957, p. 198-223.
- Mouravieff, Boris, Écrits sur Ouspensky, Gurdjieff et sur la Tradition ésotérique chrétienne, Dervy Poche, 2008  (ISBN 978-2-84454-566-4).